# Under the Influence (album de Terra Naomi)
Under the Influence este albumul de debut al câtăreței de origine americană Terra Naomi.

## Lista melodiilor
1. "Say It's Possible" – 3:51
2. "Not Sorry" – 3:50
3. "Up Here" – 3:59
4. "I'm Happy" – 3:40
5. "Never Quite Discussed" – 3:33
6. "Flesh For Bones" – 5:35
7. "Close To Your Head" – 3:13
8. "Jenny" – 3:21
9. "Million Ways" – 4:14
10. "New Song" – 4:34
11. "Something Good To Show You" – 8:32